# Дизни НБА балон 2020.
НБА балон 2020. или НБА бабл 2020, који се такође назива Дизнијев мехур или Мехур у Орланду, била је зона изолације у комплексу Волт Дизни свет у Беј Лејку на Флориди близу Орланда, коју је створила Национална кошаркашка асоцијација (НБА) да заштити своје играче од пандемије Ковида-19 током последњих осам утакмица регуларне сезоне 2019/20. и током плеј-офа НБА лиге 2020. Двадесет два од тридесет НБА тимова, позвани су да учествују, а утакмице су се одржавале иза затворених врата у ЕСПН Вајд Ворлд Спортс комплексу док су тимови боравили у хотелима Дизни свет.
НБА лига је уложила око 190 милиона долара како би заштитила играче и привела крају сезону 2019/20, која је првобитно суспендована због пандемије 11. марта 2020. године. Балон је накнадно имао приход према проценама око 1,5 милијарди долара. У јуну је НБА одобрила план за наставак сезоне у Дизни свету, позивајући 22 тима који су били на шест утакмица од места у плејофу када је сезона прекинута. 
Након што су крајем јула одиграли три егзибициона меча унутар балона, позвани тимови су одиграли још осам утакмица у регуларној сезони како би одредили пласман у плеј-оф. Плеј-оф је почео 17. августа, а НБА финале је почело 30. септембра. Сезона је завршена 11. октобра када су Лос Анђелес лејкерси победили Мајами хит у шест утакмица. Од почетка настављене сезоне 2019/20. до краја НБА финала, такмичење је завршено без забележених случајева заразе ковидом-19 у тимовима који су учествовали у балону. Током трајања такмичења, тимови и играчи су подржавали радикални друштвени покрет Black Lives Matter.
НБА балон у оваквом облику претворен је у план за ванредне ситуације за НБА у будућим пандемијама или великим епидемијама болести.

## Учесници
Укупно 22 екипе из НБА су учествовале:

### Источна конференција
| - Бостон селтикси - Бруклин нетси - Индијана пејсерси - Мајами хит - Милвоки бакси - Орландо меџик - Филаделфија севентисиксерси - Торонто репторси - Вашингтон визардси - Далас маверикси | - Денвер нагетси - Хјустон рокетси - Лос Анђелес клиперси - Лос Анђелес лејкерси - Мемфис гризлиси - Њу Орлеанс пеликанси - Оклахома Сити тандер - Финикс санси - Портланд трејлблејзерси - Сакраменто кингси - Сан Антонио спарси - Јута џез |